# Wieke Bosch
Wytske Bosch (Wieke) (Leeuwarden, 20 februari 1882 – Ravensbrück, 17 februari 1945) was een Nederlands anarchiste. Tijdens de Tweede Wereldoorlog was ze actief in het verzet.

## Levensloop

### Jeugd, opleiding en werk
Wytske Bosch was de dochter van Willemke Walrabenstein en pottenbakker Sybren Bosch. Het gezin was Nederlands Hervormd. Na de lagere school werd zij dienstbode. In 1904 trouwde ze met Rein Zandstra, een magazijnbediende en later stoffeerder en eigenaar van een tapijtwinkel. Het paar kreeg drie kinderen. Het gezin stond aanvankelijk te boek als Nederlands Hervormd, maar liet zich al snel uitschrijven.
Vijftien jaar na haar trouwen, op 2 oktober 1919, verliet Bosch haar man en drie kinderen – op dat moment was het gezin in Stiens gehuisvest – en ging in Leeuwarden samenwonen met de smid Jan de Haan, een militante anarchist. De Haan scheidde in 1922 van zijn vrouw, maar Bosch liet haar huwelijk nooit officieel ontbinden. Ze ging zich wel weer Bosch noemen, haar meisjesnaam. Volgens het bevolkingsregister van Leeuwarden was ze De Haans huishoudster.
Al snel nadat ze bij De Haan introk, werd Bosch lid van de anarchistische beweging van Leeuwarden. In 1921 werd ze secretaris van de plaatselijke afdeling van de Internationale Anti Militaristische Vereeniging (IAMV). Die afdeling telde jarenlang rond de dertig leden en organiseerde regelmatig grote openbare bijeenkomsten. Ook de provinciale 'Nooit Meer Oorlog'-dag met de andere afdelingen van de IAMV van de provincie stond jaarlijks op de agenda. Ook daar vervulde Bosch de functie van secretaris.
Wieke Bosch was in 1923 de eerste contactpersoon voor het Vrije Jeugd Verbond. Ook verkocht ze jarenlang het anarchistisch weekblad De Arbeider. Ze wist geld bij elkaar te krijgen voor de antimilitaristische fondsen, zoals het Kantinefonds voor Dienstweigeraars en later het Steunfonds voor de slachtoffers van principieel en daadwerkelijk antimilitarisme.
Zodoende kwam het Revolutionair Anti Militaristisch Propaganda Comité Friesland tot stand met Bosch als secretaris. De organisatie kampte vaak met geldproblemen. Begin 1929 gaf Bosch een aantal van haar functies op vanwege ziekte. Gerben van Houten, een tabakskerver uit Sneek, volgde haar op. Ook bij de IAMV afdeling moest Bosch voor haar taak als secretaris bedanken.
Halverwege de jaren twintig zette de Centrale Inlichtingendienst (1919-1940) haar op een geheime lijst van revolutionairen. Op een lijst uit 1926 werd ze aangeduid als "mejuffrouw W. Bosch uit Leeuwarden".
Bosch speelde verder een belangrijke rol bij de lokale afdeling van de Nieuw-Malthusiaanse Bond (NMB). Die waarschuwde in die jaren voor de gevolgen van overbevolking en zet zich al vanaf 1881 in voor het gebruik van voorbehoedmiddelen. De bond wilde de arbeider leren zijn gezin klein te houden, zodat zijn welvaart zou kunnen toenemen. Het werk van de NMB nam met name in de jaren dertig een grote vlucht, ook al werd het flink tegengewerkt door de overheid en met name de katholieken, die beide geen voorstander waren van geboortebeperking.
Er kwamen consultatiebureaus in diverse steden, onder meer in Leeuwarden. Bosch werd de beheerster van het Rutgershuis. Daar kon ze de arbeidersvrouwen in hun eigen taal aanspreken. Het leverde haar de bijnaam 'Tante Wieke' op. Ze vervulde dezelfde rol later ook in Sneek.
In 1937 overleed haar partner Jan de Haan. Hij werd eenenzeventig jaar oud.

### 1940–1945
Als fervent antimilitarist en anarchist kwam Bosch al snel in actie toen de Duitse troepen in mei 1940 Nederland bezetten. Ze greep al heel vroeg in de oorlog naar de pen. Haar 'Vonkgroep' in Leeuwarden hield zich bezig met de verspreiding van het lijfblad van de socialistische beweging en verder met het verlenen van steun aan onderduikers. Bosch gebruikte het netwerk van de IAMV van voor de oorlog voor de contacten. Zo regelde ze onder meer onderduikplaatsen voor mensen uit West Friesland. Ze stimuleerde Sneker Gerben van Houten om ook in zijn woonplaats een Vonkgroep op te zetten.
De steun aan onderduikers hield ook de verstrekking in van persoonsbewijzen zonder 'J'. De pacifistische beweging hield er een eigen vervalsingscentrale op na. Op 19 november 1942 wist de SD door het hele land leden van de Vonkgroepen in de kraag te grijpen. Ook Bosch rekenden ze in. Ze smokkelde briefjes met waarschuwingen de gevangenis uit. De SD in Leeuwarden was er van op de hoogte dat ze contact had met iemand van de landelijke leiding.
Maandenlang zat ze opgesloten in het Huis van Bewaring. De SD vond geen verdere bewijzen tegen Bosch, maar ze lieten haar op 9 maart 1943 toch naar het concentratiekamp Ravensbrück overbrengen. Ravensbrück was in 1939 speciaal opgericht voor de internering van grote aantallen vrouwelijke gevangenen en was zowel een straf- als een werkkamp. Er zaten in het kamp maar weinig vrouwen uit Nederland: tussen 1941 en 1943 waren dat er ongeveer driehonderd. Toen Bosch er terechtkwam, was ze al boven de zestig. Op basis van haar leeftijd kreeg ze een rode kaart. Zo'n kaart betekent vrijstelling van zwaar werk. Het ging om oudere vrouwen die op grond hun leeftijd veroordeeld waren tot het breien van sokken. Bosch moest op naai- en de linnenkamer aan de slag. Ze trof er Trien de Haan-Zwagerman, de vrouw van de oudste zoon van haar Jan.
In het naastgelegen kamp Uckermark werd een gaskamer gebouwd. Begin februari bracht de leiding een aantal breisters, onder wie Bosch, over naar kamp Uckermark omdat ze een rode kaart hadden. Ook Trien de Haan moest mee. Op 16 februari 1945 selecteerde de kampleiding uit deze vrouwen een aantal voor vergassing, onder wie acht vrouwen uit Nederland. Bosch was een van deze acht.
Op 17 februari weigerde de gasinstallatie dienst en daarom moest een mitrailleur de naakte vrouwen neermaaien. Bosch kwam drie dagen voor haar drieënzestigste verjaardag aan haar eind.

## Na de oorlog
Haar dochter Wim van der Meulen-Zandstra liet op 20 september 1945 een bericht in de Leeuwarder Koerier plaatsen, waarin ze meldde dat ze bericht van het Rode Kruis gehad gekregen, dat haar moeder in februari 1945 in concentratiekamp Ravensbrück overleden was.
Het blad De Vrije Socialist herdacht Bosch in maart 1946: 
[...] Het eenvoudige optreden van Bosch maakte haar niet alleen bemind onder de geestverwanten, doch dwong haar tegenstanders steeds respect af. Door haar onvermoeide geestkracht bleef zij steeds door-werken ook toen dit haast onmogelijk werd door de bezetting. Werd ze door velen Tante Wieke genoemd, voor nog veel groter aantal vrouwen is ze moeder geweest die ze met raad en daad bij stond in morele en andere zaken.— De Vrije Socialist, 2 maart 1946
In diezelfde maand plaatste ook het weekblad De Vlam een In memoriam.
Op 12 april 2024 maakte het Fries Verzetsmuseum te Leeuwarden bekend de naam van Bosch en die van Esmée van Eeghen (1918-1944) te zullen toevoegen aan een monument met de namen van gevallen verzetsstrijders. Het museum verklaarde dat Wieke Bosch bij de oprichting van het monument in 1995 waarschijnlijk aan de aandacht is ontsnapt.
Haar naam staat vermeld op de Erelijst van Gevallenen 1940-1945.